# Rancho Viejo, Tecozautla
Rancho Viejo är en ort i Mexiko.   Den ligger i kommunen Tecozautla och delstaten Hidalgo, i den sydöstra delen av landet, 140 km norr om huvudstaden Mexico City. Rancho Viejo ligger 1 695 meter över havet och antalet invånare är 233.
Terrängen runt Rancho Viejo är huvudsakligen kuperad, men den allra närmaste omgivningen är platt. Rancho Viejo ligger nere i en dal. Runt Rancho Viejo är det ganska tätbefolkat, med 60 invånare per kvadratkilometer. Närmaste större samhälle är Cadereyta de Montes, 19,8 km nordväst om Rancho Viejo. Trakten runt Rancho Viejo består i huvudsak av gräsmarker.